# Хамптон Бејс (Њујорк)
Хамптон Бејс (енгл. Hampton Bays) насељено је место без административног статуса у америчкој савезној држави Њујорк.

## Демографија
По попису из 2010. године број становника је 13.603, што је 1.367 (11,2%) становника више него 2000. године.
| Група             | 2000.          | 2010.         |
| Белци             | 10.402 (85,0%) | 9.274 (68,2%) |
| Афроамериканци    | 107 (0,9%)     | 203 (1,5%)    |
| Азијати           | 86 (0,7%)      | 109 (0,8%)    |
| Хиспаноамериканци | 1.529 (12,5%)  | 3.895 (28,6%) |
| Укупно            | 12.236         | 13.603        |